# The dB’s
The dB’s – amerykańska grupa rockowa, zaliczana również do gatunków power pop, jangle pop, college rock i nowa fala.

## Dyskografia
- Stands for deciBels  (1981)
- Repercussion  (1982)
- Like This  (1984)
- The Sound of Music  (1987)
- Ride the Wild Tom-Tom  (1993)
- Paris Avenue  (1994)
- Stands for deciBels/Repercussion  (2001)